# Sahara (2005)
Sahara är en amerikansk-spansk action-äventyrsfilm från 2005 i regi av Breck Eisner. Filmen är baserad på en bästsäljande roman som har samma namn och är skriven av Clive Cussler.

## Handling
Äventyrssökaren Dirk Pitt (Matthew McConaughey) och hans kompis Al Giordino (Steve Zahn) reser till Mali för att leta efter ett gammalt krigsskepp mitt i Sahara. Men expeditionen tar en oväntad vändning när de räddar Doctor Eva Rojas (Penélope Cruz), som är doktor från WHO som försöker undersöka varifrån en viss sjukdom kommer, från att bli mördad av regeringssoldater. Det är nu upp till Pitt och Al att hitta krigsskeppet samtidigt som Doctor Eva Rojas verkar hamna i trubbel hela tiden.

## Rollista (i urval)
- Matthew McConaughey — Dirk Pitt
- Steve Zahn — Al Giordino
- Penélope Cruz — Eva Rojas
- Lambert Wilson — Yves Massarde
- Dayna Cussler — Kitty Mannock
- Clint Dyer — Oshodi
- Lennie James — General Kazim
- Delroy Lindo — CIA agenten Carl
- William H. Macy — Amiral James Sandecker
- Patrick Malahide — Ambassadör Polidori
- Nathan Osgood — Gun
- Billy Seymour — Powder Monkey
- Glynn Turman
- Mark Wells — Seglare som tappar guld
- Rainn Wilson — Rudi Gunn